# APL (ngôn ngữ lập trình)

APL (được đặt tên theo cuốn sách A Programming Language) là một ngôn ngữ lập trình được phát triển vào những năm 1960 bởi Kenneth E. Iverson. Kiểu dữ liệu trung tâm của nó là mảng đa chiều. Nó sử dụng một tập lớn các ký hiệu đồ họa đặc biệt để mô tả hầu hết các hàm và toán tử, khiến cho mã nguồn rất súc tích. Nó đã có ảnh hưởng lớn đến sự phát triển của mô hình hóa khái niệm, bảng tính, lập trình hàm, và gói tính toán máy tính. Nó cũng truyền cảm hứng cho một số ngôn ngữ lập trình khác.

### Video
- The Origins of APL - a 1974 talk show style interview with the original developers of APL.
- APL demonstration - a 1975 live demonstration of APL by Professor Bob Spence, Imperial College London.
- Conway's Game Of Life in APL - a 2009 tutorial by John Scholes of Dyalog Ltd. which implements Conway's Game of Life in a single line of APL.
- 50 Years of APL - a 2009 introduction to APL by Graeme Robertson.

### Tài nguyên trực tuyến
- TryAPL.org, an online APL primer
- APL Wiki
- APL trên DMOZ
- APL2C, a source of links to APL compilers

### Nhà cung cấp
- IBM APL2
- Dyalog APL
- APLX
- APL2000
- NARS2000
- GNU APL
- OpenAPL

### Nhóm người dùng và xã hội
- Phần Lan: Finnish APL Association (FinnAPL)
- Pháp: APL et J
- Đức: APL-Germany e.V.
- Nhật Bản: Japan APL Association (JAPLA)
- Thụy Điển: Swedish APL User Group (SwedAPL) Lưu trữ 2018-04-02 tại Wayback Machine
- Thụy Sĩ: Swiss APL User Group (SAUG)
- United Kingdom: The British APL Association Lưu trữ 2019-01-16 tại Wayback Machine
- Hoa Kỳ: ACM SIGPLAN chapter on Array Programming Languages (SIGAPL)

Bản mẫu:Ngôn ngữ lập trình APL
Bản mẫu:List of International Electrotechnical Commission standards